# Strykerskan
Strykerskan (flamländska: De strijkster) är en målning av Rik Wouters från 1912. 
Målningen visar en kvinna som stryker ett blått kläde i hemmiljö. Modellen är konstnärens hustru Nel Duerinckx, som var hans favoritmodell och hans musa.

## Målningen
Målningen har starka färger, penselföringen har varit ledig och expressiv. Stilmässigt har den drag av såväl Impressionism som fauvism och expressionism. Vid målningens tillkomst 1912 hade Rik Wouters vistats i Paris, där han hade kommit i kontakt med Paul Cézannes och Henri Matisses färganvändning, Claude Monets landskapsmålningar Pierre-Auguste Renoirs kvinnoporträtt. Hans egna färger blev ljusare och mer levande, med en intensitet som liknande fauvismens. År 1912 hade han också rest till Köln och Düsseldorf, där han beundrat konstverk av Vincent van Gogh och tyska expressionister.